# معتمدية سيدي بوزيد الغربية
معتمدية سيدي بوزيد الغربية إحدى معتمديات الجمهورية التونسية، تابعة لولاية سيدي بوزيد.

### مواضيع ذات علاقة
- ولاية سيدي بوزيد.